# Вегавіана
Вегавіана (ісп. Vegaviana) — муніципалітет в Іспанії, у складі автономної спільноти Естремадура, у провінції Касерес. Населення — 853 особи (2010).
Муніципалітет розташований на відстані близько 260 км на захід від Мадрида, 70 км на північний захід від Касереса.

## Галерея зображень

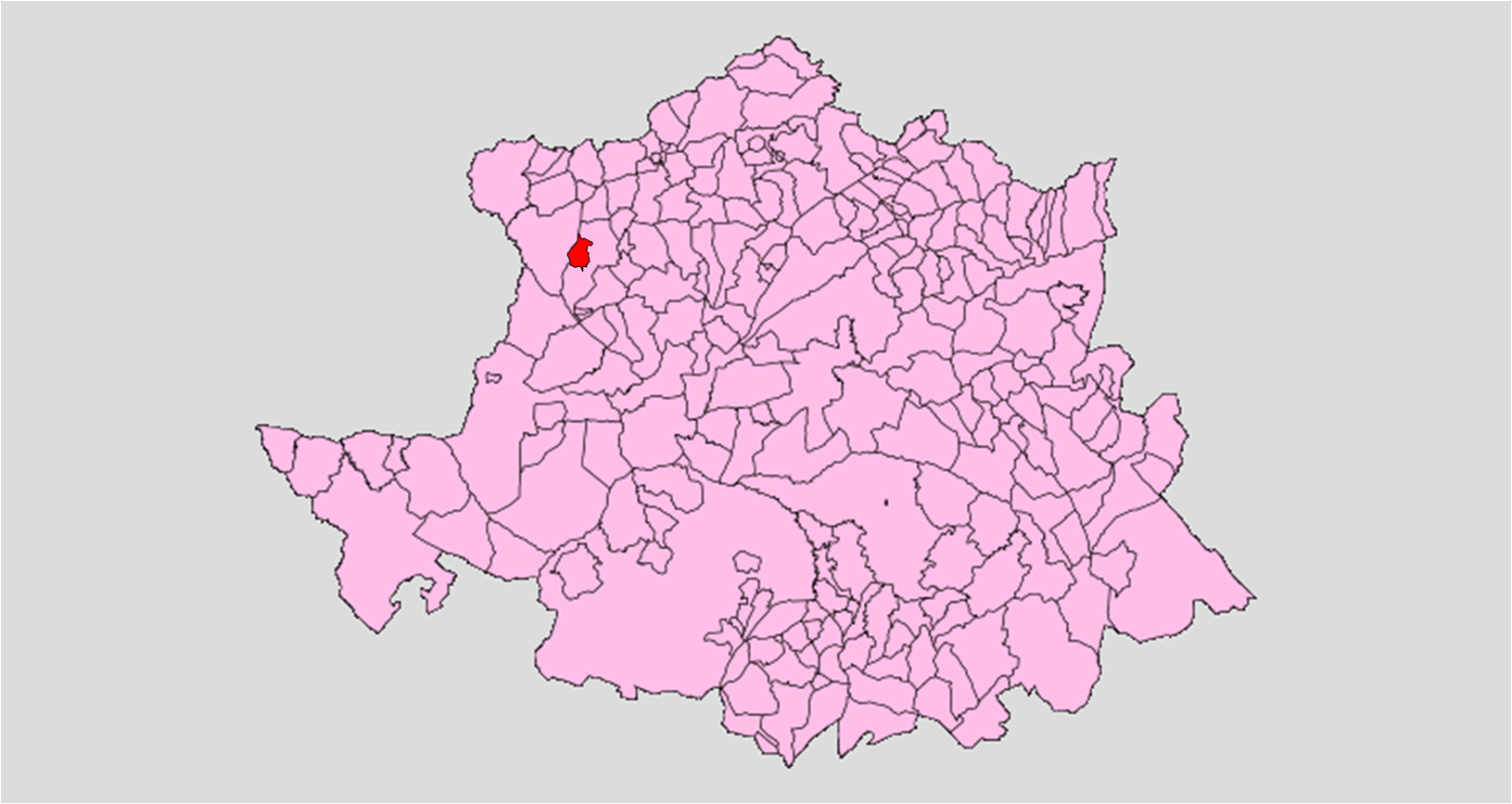
Розташування муніципалітету у провінції Касерес